# Dotto! Koni-chan
Koni Chan (ドッとKONIちゃん Dotto Koni-chan?) es una serie de anime japonesa creada y dirigida por Shinichi Watanabe y Kenji Yasuda, producida por Aniplex, GENCO y Sky PerfectTV. El guion estuvo a cargo de Satoru Akahori y Masaharu Amiya, mientras que el diseño de personajes corrió por mano de Mitsuhiro Yoneda. La serie se desarrolla en capítulos divididos en 3 cortos de 7 minutos de duración aproximadamente, y las historias suelen ser distintas por episodio, llenas parodias a clichés y situaciones de humor variadas.

## Argumento
Trata de un chico llamado Koni, que es el ojo de adoración de todos. Él puede ser lo que quiera, salvavidas, bombero, samurái, astronauta, y es el chico con más suerte de todo el mundo; y por supuesto, todas las cosas le salen bien, y es un ser tanto amable como estricto cuando se le requiere. Aunque la suerte le llega sin buscarla, no deja de vivir siempre extrañas, graciosas, inexplicables y divertidas aventuras junto a sus amigos y a su simpático perro Afro. Pero no todo es diversión, ya que la maestra Amorosa, quien tuvo una sensación que hizo que se enamorara de Koni, anda tras sus pasos.
Tiene 3 amigos que son unos niños bastante raros: High, un chico de pelos parados que cada vez que se emociona se prende en llamas, es muy tonto, y muy precoz, y siempre se quiere lucir; Nari, un niño millonario y ególatra que cree que todo lo resuelve con dinero, y es amante de todo lo que es redondo, inclusive del mismo Koni (solo por ser redondo), vive en una mansión redonda; y Moro, una niña alocada y pervertida que se cree el símbolo sexy de la serie, es disparatada y siempre anda queriendo mostrar su cuerpo para llamar la atención.

## Transmisión
Se transmitió en Japón por la cadena Animax, pero no tuvo el éxito esperado. Llegó a ser transmitido en Latinoamérica: Koni-chan comenzó exhibiéndose por el canal argentino Magic Kids durante el mediodía. Poco más tarde, en Chile fue transmitido por el canal de cable Etc...TV y por el canal de televisión abierta Chilevisión; en Colombia se transmitió por el Canal RCN, y en Venezuela fue transmitido junto a Lost Universe en un bloque de animé en el canal Televen de 15:00 a 16:00. Curiosamente, a pesar de que Koni-Chan fue una de las series más mexicanizadas en la historia del doblaje, no fue emitido en ninguna cadena de televisión en México, y únicamente podía ser visto mediante el canal argentino Magic Kids.

## Personajes

### Personajes principales
- Koni

Es el protagonista de la serie y por lo tanto es un personaje multifacético. 
 Koni es cantante, atleta, astronauta, vendedor y es todo lo que él quiera ser. Es poderoso, la gente de todo el mundo lo quiere y como dice el narrador la muchedumbre lo aplaude. Es el chico con más suerte del mundo, compra un solo helado y ya le sale el "vale otro" en el palito para obtener otro helado sin cargo alguno, y así sucesivamente. Sin lugar a dudas todo un personaje.
- High:

Es un niño muy especial, es hiperactivo, y travieso, pero pobre del que se cruce por su camino, ya que tiene unos arrebatos de rabia terribles, a tal punto que muchas veces tiene una llama de fuego que le recorre todo el cuerpo que quema a todos. Cosa que también suele suceder cuando se emociona.
- Nari:

Es un niño millonario y ególatra y cree que todo en la vida se puede solucionar con dinero. Además adora y ama las cosas redondas, tanto que vive en una mansión redonda, e incluso siente una atracción fuerte hacia Koni (por el hecho de ser redondo). Además le encanta volar. En el doblaje mexicano se le puede notar un habla amanerada.
- Moro:

Ella es, o más bien se cree, el símbolo sexy de esta caricatura, es estudiante y amiga de Koni. Cree que todo lo puede solucionar con su belleza. Es muy voluble, pero es buena amiga, quiere ser famosa y quiere casarse con un hombre de dinero (de preferencia un anciano de quien pueda heredar una gran fortuna).

## Doblaje al español
El doblaje de la serie fue realizado por el estudio Audiomaster 3000 de México, los cuales tuvieron que reemplazar muchos de los chistes idiosincrásicos de la serie con diálogos propios, debido en gran parte a que era imposible realizar una adecuada traducción de los mismos del idioma japonés.
| Personaje                     | Seiyū              | Actor de doblaje (Latinoamérica)                     |
| ----------------------------- | ------------------ | ---------------------------------------------------- |
| Koni                          | Kujira             | Alfonso Obregón Inclán                               |
| Moro                          | Yukari Tamura      | Annette Ugalde                                       |
| Nari                          | Omi Minami         | Eduardo Garza                                        |
| High                          | Shoutarou Morikubo | Moisés Iván Mora                                     |
| Afro                          | Shinichi Watanabe  | José Carlos Moreno (†)                               |
| Pesome                        | ¿?                 | Mariana Ortiz                                        |
| El "tal Iván"                 | ¿?                 | Alfonso Obregón Inclán                               |
| Hija de Iván                  | ¿?                 | Ana Lobo, Mayra Arellano (un episodio)               |
| Maestra Cariñosa              | Kotono Mitsuishi   | Rebeca Manríquez                                     |
| Emi                           | Misa Watanabe      | Liliana Barba                                        |
| Calamarita                    | ¿?                 | Gloria Elena Obregón                                 |
| Nazobar                       | ¿?                 | Ángeles Bravo                                        |
| TK                            | ¿?                 | Alfonso Obregón Inclán                               |
| Mero Mero                     | ¿?                 | José Luis Orozco                                     |
| La Muerte (Un episodio)       | ¿?                 | Miguel Ángel Botello                                 |
| Tomoe Shinohara (Un episodio) | Tomoe Shinohara    | Maggie Vera                                          |
| Ryudo Uzaki (Un episodio)     | Ryudo Uzaki        | Carlos Íñigo                                         |
| Jefe del Club Corriente       | ¿?                 | Alfonso Obregón Inclán                               |
| El Hombre Morado              | ¿?                 | José Carlos Moreno (†), Héctor Reynoso (†) (2.ª voz) |
| Narrador                      | ¿?                 | Alfonso Obregón Inclán                               |

## Música
- Opening: "Kyaradamon! (Es mi personaje!)" - Episodios 1 al 26

Artista: Shinohara Tomoe & Ryudo Uzaki (ShinoRyu)
- Ending: "Sailing Dream (Sueño navegante)" - Episodios 1 al 26

Artista: Shinohara Tomoe
- Banda sonora "Koni Chan Original Soundtrack"

Compositor: Toshio Masuda